# Ethiopische lijster
De Ethiopische lijster (Geokichla piaggiae; synoniem: Zoothera piaggiae) is een zangvogel uit de familie Turdidae (lijsters).

## Verspreiding en leefgebied
Deze soort telt 6 ondersoorten:
- G. p. piaggiae: van Boma Hills (zuidoostelijk Soedan) tot Ethiopië, oostelijk Congo-Kinshasa en noordelijk en westelijk Kenia.
- G. p. hadii: zuidoostelijk Soedan.
- G. p. ruwenzorii: Rwenzori-gebergte (westelijk Oeganda).
- G. p. kilimensis: centraal en zuidelijk Kenia, Kilimanjarogebergte (noordelijk Tanzania).
- G. p. tanganjicae: oostelijk Congo-Kinshasa, zuidwestelijk Oeganda, Rwanda en Burundi.
- G. p. rowei: Loliondo en Magaidu wouden (noordelijk Tanzania).